# Domènec Feliu de Móra i d'Areny
Domènec Feliu de Móra i d'Areny   (Barcelona, 1731 - 1791), segon marquès de Llo, fou un aristòcrata i polític català, regidor perpetu de la ciutat de Barcelona.

## Biografia
Era fill de Josep Francesc de Móra i Catà i de Violant d'Areny. El 1752 ingressà a l'Acadèmia de Bones Lletres de Barcelona, que també dirigí. En tres ocasions, hi llegí composicions catalanes. També catalogà els manuscrits del monestir de Sant Jeroni de la Murtra.
El 1786 es va casar amb Maria Gaietana de Peguera i de Vilalba, i fou succeït pel seu fill Joaquim Domènec de Móra i de Peguera, tercer marquès de Llo.